# Kleinwittenberg
Kleinwittenberg ist ein Ortsteil von Lutherstadt Wittenberg. Er liegt etwa zwei Kilometer westlich des Stadtzentrums direkt am Elbufer.

## Geschichte
Kleinwittenberg wurde 1817 gegründet. In den Befreiungskriegen wurden 1813 die Vorstädte Wittenbergs zerstört und brannten ab, als die von den Franzosen besetzte Festung durch preußische Truppen beschossen wurde. Um den dort ausgesiedelten Menschen eine neue Heimstatt zu schaffen, entstanden neue Bauplätze in den Wittenberger Vorstädten.
In einer zeitgenössischen Zeitung heißt es: „Die neue Vorstadt soll den Namen Kleinwittenberg erhalten. Sie liegt am linken Elbufer, 1800 Schritte weit von der Stadt, dem schönen Eichenwäldchen, das unsre Rothemark umschließt, in einiger Entfernung südlich gegenüber, reicht nördlich bis an die anhaltische Poststraße, und wird auf der Abendseite von dem pistritzer Bach begrenzt.“
Durch Gräben und Pappelanpflanzungen wurden eine Hauptstraße und mehrere Querstraßen abgegrenzt, es entstanden 63 Baustellen mit Hof- und Gartenräumen. Ein Platz für eine Schule für die neue Vorstadt und das nahegelegene Dorf Piesteritz wurde festgelegt.
In Kleinwittenberg befand sich während des Ersten Weltkriegs ein Kriegsgefangenenlager, das aus 55 Baracken, einem Lazarett und Wirtschaftsgebäuden auf 12 ha Fläche bestand. Hier waren 16.000 russische, französische, englische und italienische Gefangene untergebracht. Das Lager befand sich zwischen Dessauer Straße und Bahnlinie.
Kleinwittenberg war jahrzehntelang ein vorwiegend von Fischern und Elbschiffern bewohnter Vorort Wittenbergs. Durch die abnehmende Bedeutung der Elbschifffahrt wurden die einstigen Hafenanlagen zum größten Teil nicht mehr benötigt und verfielen. Heute sind nur noch der Schutzhafen und zwei Anleger für Fahrgastschiffe in Betrieb.
Kleinwittenberg war eine selbstständige Gemeinde im Landkreis Wittenberg. Am 1. Juli 1950 wurde sie nach Lutherstadt Wittenberg eingemeindet.

## Bevölkerung
| Jahr | Einwohner |
| ---- | --------- |
| 1933 | 1.919     |
| 1939 | 1.874     |

| Jahr | Einwohner |
| ---- | --------- |
| 1992 | 1.037     |
| 2003 | 1.000     |
| 2006 | 979       |

| Jahr | Einwohner |
| ---- | --------- |
| 2009 | 918       |
| 2012 | 898       |
| 2015 | 888       |

Quellen:

## Sehenswürdigkeiten
- Christuskirche, 1908 eingeweiht
- Obelisk auf dem Friedhof zur Erinnerung an die im Kriegsgefangenenlager gestorbenen britischen Soldaten des Ersten Weltkriegs[7]

## Verkehr
- Die Bundesstraße B187 zwischen Lutherstadt Wittenberg und Roßlau führt durch Kleinwittenberg.
- Der Ort liegt an der Bahnstrecke Falkenberg/Elster–Dessau. Der Haltepunkt Kleinwittenberg (nach der Eingemeindung 1950 Lutherstadt Wittenberg West) wurde 1859 als „Wärterstation 5“ in Betrieb genommen.[8] Hier zweigte die Bahnstrecke Lutherstadt Wittenberg–Straach ab, auf der der Personenverkehr 1959 eingestellt wurde.

2015 entstand der neue Bahnhof Lutherstadt Wittenberg-Piesteritz zwischen den Haltepunkten Lutherstadt Wittenberg West und Lutherstadt Wittenberg-Piesteritz Werkbf, sodass der ursprüngliche Haltepunkt in Kleinwittenberg aufgegeben wurde.
- In Kleinwittenberg befindet sich eine Anlegestelle für Flusskreuzfahrtschiffe der Viking-Reederei.[11]
- Kleinwittenberg liegt am Elberadweg.

## Söhne und Töchter von Kleinwittenberg
- Wilhelm Elfe (1843–1931), Stadtrat und Ehrenbürger von Wittenberg
- Hans Lorbeer (1901–1973), Schriftsteller
- Karl Jüngel (1943–2014), Heimatforscher[12]